# Ad decorem militantis Ecclesiae

Wappen von Papst Sixtus IV.

Mit der päpstlichen Bulle Ad decorem militantis Ecclesiae („Zur Zierde der streitenden Kirche“) vom 15. Juni 1475 promulgierte Papst Sixtus IV. die juristischen Grundlagen zur heutigen Vatikanischen Apostolischen Bibliothek. Mit dieser Gründungsbulle erhielt die von Papst Nikolaus V. zunächst als „Leseraum“ gegründete Institution die Stellung einer Einrichtung päpstlichen Rechts.

## Vorgaben

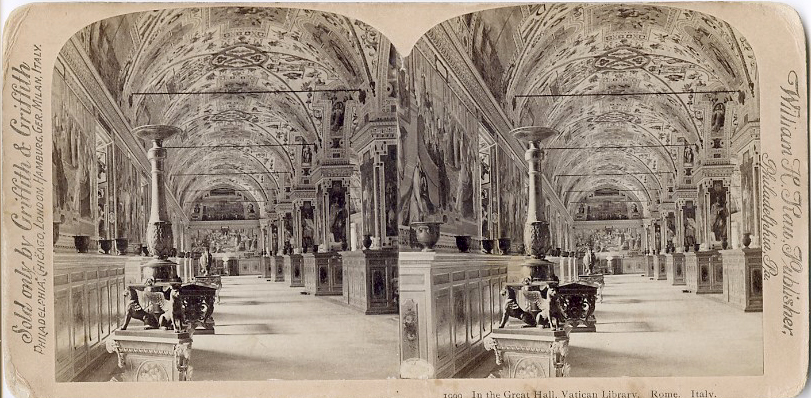
Die „Große Bibliothekshalle“ in der Vatikanischen Apostolischen Bibliothek

I. Die Bibliothek soll in drei Räumen untergebracht werden, zwei Räume bilden die „Bibliotheca publica“ oder „communis“, die in die „Bibliotheca latina“ für lateinische und die „Bibliotheca graeca“ für griechische Texte aufgeteilt werden. Der dritte Raum soll die „Bibliotheca secreta“ oder Privatbibliothek beinhalten.
II. Es soll ein Personalstab bereitgestellt werden, dieser soll als Leitungs- und Funktionspersonal fungieren und entsprechend honoriert werden; zum ersten Bibliothekar bestellt er Bartolomeo Platina.
III. Die Bibliothek soll den eingeschriebenen Studenten und Scholaren offenstehen, den Gelehrten zugänglich gemacht werden und ebenfalls den öffentlichen Zugang für Besucher gewähren.

## Bedeutung
Papst Benedikt XVI. führte anlässlich seines Besuchs der Bibliothek und des Geheimarchivs aus:

„Der Diener Gottes Johannes Paul II. wollte auch in jüngerer Zeit an dieses Band erinnern, das die Apostolische Bibliothek mit dem Nachfolger Petri verbindet; ein Band, das ihre außerordentliche Sendung ins Licht stellt, die schon Papst Sixtus IV. herausgestellt hat: »Ad decorem militantis Ecclesiae et fidei augmentum – Zur Zierde der streitenden Kirche und zur Verbreitung des Glaubens«. Noch ein anderer meiner Vorgänger, Papst Nikolaus V., griff dies auf und wies auf ihre Zielsetzung hin mit den Worten: »Pro communi doctorum virorum commodo – Zum Nutzen und zum allgemeinen Interesse der Wissenschaftler«.“